# Mulai Sulaiman
Mulai Sulaiman (arabisch مولاي سليمان, DMG Mūlāy Sulaymān, * 1760; † 1822) war von 1798 bis 1822 Sultan der Alawiden in Marokko.
Als nach dem Tod von Mulai Muhammad erneut Thronkämpfe unter den Alawiden ausbrachen, gelang es Mulai Sulaiman, sich (nach Yazid und Hischam) gegen andere Brüder durchzusetzen und den Thron zu besteigen (1798). Wie Mulai Muhammad bemühte sich Sulaiman, den Handel mit Europa durch Steuererleichterungen und Zollvergünstigungen zu fördern. Besonders enge Beziehungen bestanden zu den USA. Dem diente auch das offizielle Verbot der Piraterie 1817. Allerdings wurde das Verbot der Piraterie erst unter seinem Nachfolger Mulai Abd ar-Rahman (1822–1859) wirklich durchgesetzt, nachdem die USA 1836 Marokko überfallen und deren Kriegsschiffe marokkanische Häfen bombardiert hatten. 
Unter dem Einfluss der Wahhabitenbewegung in Zentralarabien versuchte Mulai Sulaiman gegen Ende seiner Regierungszeit, auch in Marokko den Islam zu erneuern. Allerdings stieß das Verbot des Marabutkults sowie von Festen an Heiligengräbern und bestimmten Ritualen der Bruderschaften auf heftigen Widerstand der Bevölkerung. In der Folgezeit kam es zu Unruhen der Bruderschaften und Marabuts. Jedoch starb Sulaiman 1822. 
Unter seinem Neffen Mulai Abd ar-Rahman (1822–1859) wurden die Maßnahmen gegen die Bruderschaften und Marabuts wieder eingestellt.